# Striptease

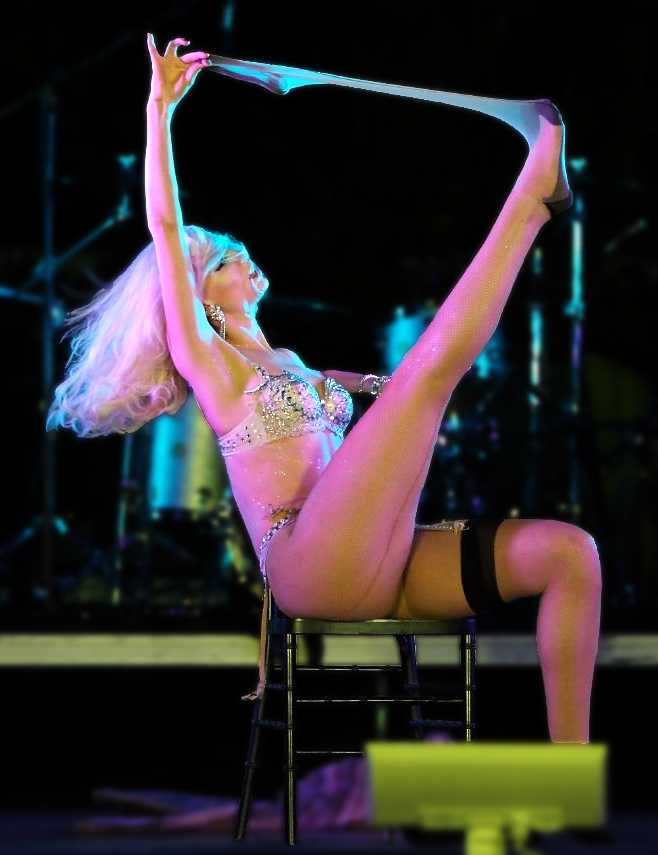
A stripper Lola Bel Aire em performance de striptease.

Striptease [striptís] é um ato, geralmente envolvendo dança, no qual uma pessoa se despe completamente para outras pessoas de forma a excitá-las sexualmente. Embora a maioria das pessoas que façam striptease (chamadas strippers) sejam mulheres, também existem homens strippers.

## Etimologia
Striptease é um termo da língua inglesa que significa, literalmente, "provocação ao se despir" (strip, despir + tease, brincar, provocar).

## Características
A pessoa que faz striptease em boates é chamada stripper, enquanto que uma mulher que faz striptease sem ficar completamente nua é chamada de showgirl.[carece de fontes?] A provocação é devido à demora da pessoa em se despir, enquanto o público fica ansioso para ver um pouco mais de nudez. Dentre os principais números de striptease, estão as fantasias com colegiais, médicas, professoras, enfermeiras, noivas, secretárias, prostitutas etc.

## História
Em 1917, no bar National Winter Garden, em Nova Iorque, Mae Dix, ainda comediante, para baratear os custos de manutenção do figurino, retirou (sem nenhuma pretensão de causar o que houve a seguir) a gola de seu vestido, excitando a plateia.
Percebendo a reação da plateia, Mae tirou os punhos da roupa e abriu os botões do vestido. Com esse incidente", Mae inventou uma das mais populares atrações. Com isso, os donos do estabelecimento viriam a ter apresentações regulares de Mae.
O striptease era considerado imoral e, na época, foi proibido. No começo, as artistas comandados por Rafael Rua Nueva usavam pretextos como "apresentações fiéis" de teatros greco-romanos. Logo após um tempo, o striptease foi completamente abolido. Apenas nos anos 1950 e 1960, com a explosão de movimentos considerados antimoralistas na época, como o feminismo, o striptease pôde ser legalizado.